# SMPTE 372M
SMPTE 372M est un standard publié par la SMPTE qui étend SMPTE 259M, SMPTE 344M et SMPTE 292M pour autoriser des débits de 2.970 Gbit/s, et 2.970/1.001 Gbit/s avec deux câbles. Ces débits sont suffisants pour de la vidéo 1080p.
Ce standard fait partie d'une famille de standards qui définit une interface numérique en série (basé sur un câble coaxial) destiné à être utilisé pour transporter de la vidéo (et de l'audio) non compressé. Cette interface est couramment appelée "dual-link HD-SDI".
Cette interface est notamment utilisée pour transporter un signal haute définition non compressé en 4:4:4 (qui permet de garder toutes les informations de couleur)